# Mertensia pallasii
Mertensia pallasii là loài thực vật có hoa trong họ Mồ hôi. Loài này được (Ledeb.) G. Don mô tả khoa học đầu tiên năm 1837.